# Macropodus baviensis
Macropodus baviensis (макропод бавійський) — тропічний прісноводний вид окунеподібних риб підродини макроподових родини осфронемових.

## Поширення
Ендемік В'єтнаму. Поширений на півночі країни, в повіті Баві (в'єт. Ba Vì), на північний захід від Ханою; це колишня провінція Хатай (в'єт. Hà Tây), тепер Ханой. Отримав назву від місця свого походження.

## Опис
Голотип має стандартну (без хвостового плавця) довжину 36,9 мм. У порівнянні з M. oligolepis, у M. baviensis ширші поперечні смуги на боках.

## Систематика
Не виключено, що Macropodus baviensis є в'єтнамською популяцією Macropodus opercularis.